# 奥伯霍夫 (瑞士)
奥伯霍夫（德語：Oberhof，發音：[ˈoːbərˌhoːf] ⓘ）是瑞士阿尔高州的市镇，面积8.2平方千米，2018年12月31日人口为605人。